# 골든 조이스틱 어워즈
골든 조이스틱 어워즈는 영국에서 개최하는 비디오 게임 수상식이다. 올해의 게임를 포함한 다양한 종목에서 게임들에 수상한다. 1983년에 출범해 현존하는 비디오 게임 수상식 중 가장 오래 운영한 수상식이며, 1981년 개최된 아케이드 어워즈 다음으로 두 번째로 오래된 비디오 게임 수상식이다.

## 수상 목록

### 1983
런던의 버클리 스퀘어에서 DJ 데이브 리 트래비스가 사회자로서 수상식이 진행됐다.
| 종목                           | 수상작                | 후보                                         |
| ------------------------------ | --------------------- | -------------------------------------------- |
| 올해의 게임                    | 제트팩                | 아케디아, 매닉 마이너, 더 호빗               |
| 올해 최고의 아케이드 방식 게임 | 매닉 마이너           | 아케디아, 페너트레이터, 갤러가               |
| 올해의 전략 게임               | 더 호빗               | 풋볼 매니저, 플래닛 인베이전                 |
| 올해 최고의 신작               | 아 디덤스             | 앤트 어택, Pssst, 스플랫!                    |
| 올해의 소프트웨어 회사         | 얼티밋 플레이 더 게임 | 이매진 소프트웨어, 라마소프트, 멜버른 하우스 |

## 참조

### 내용주
1. ↑  영어: Golden Joystick Awards